# Letnayen
 (mai 2017).
Si vous disposez d'ouvrages ou d'articles de référence ou si vous connaissez des sites web de qualité traitant du thème abordé ici, merci de compléter l'article en donnant les références utiles à sa vérifiabilité et en les liant à la section « Notes et références ».

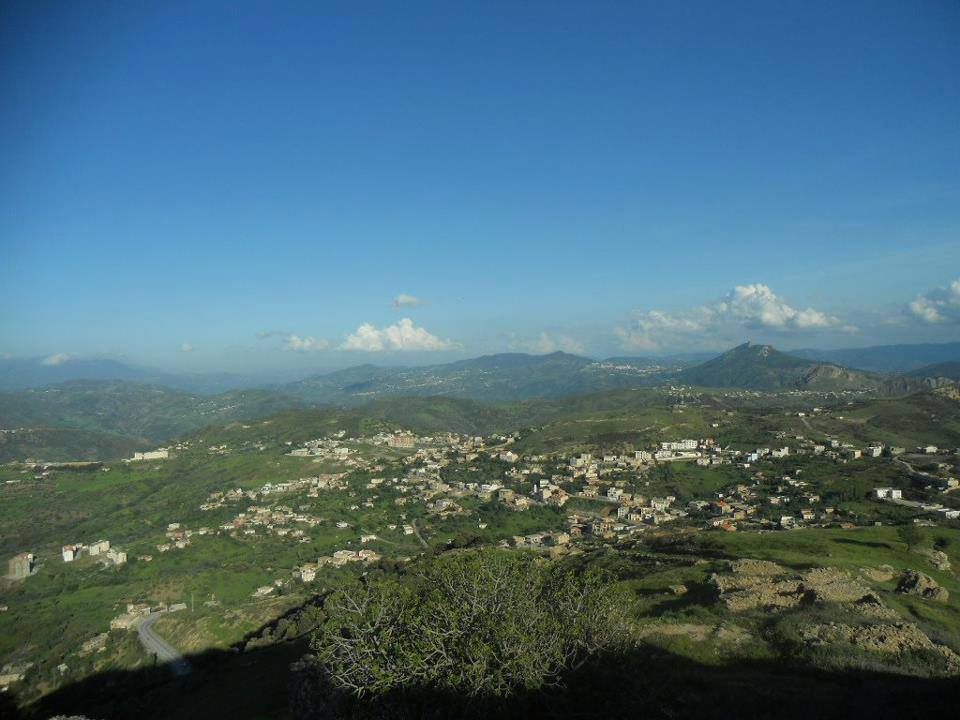
Letnayen, chef-lieu de la commune de Beni Maouche.

Letnayen est une localité d'Algérie, chef-lieu de la commune de Beni Maouche dans la wilaya de Béjaïa en Kabylie.